# Котовник бухарский
Котовник бухарский (лат. Nepeta bucharica) — вид многолетних травянистых растений рода Котовник (Nepeta) семейства Яснотковые (Lamiaceae). Эндемик Средней Азии. Растёт в субальпийском поясе на лужайках, по берегам ручьев, у водопадов.
Химический состав изучен недостаточно. Содержание эфирного масла в свежей надземной части составляет 0,025 %.
Листья испытаны и одобрены в качестве пряности при обработке рыбы.

## Ботаническое описание
Многолетнее растение высотой до 80 см.
Корень толстый, деревянистый, грубоволокнистий, наверху переходящий в многоглавое корневище, одетое бурыми чешуевидными листьями.
Стебли прямые или восходящие, более или менее густо усаженные сидячими головчатыми железками.
Стеблевые листья яйцевидные или широкояйцевидные, острые или туповатые, с сердцевидным основанием, по краю довольно крупнозубчатые. Верхние стеблевые листья более узкие, остроконечные.
Соцветия из ложных мутовок на верхушках ветвей и в пазухах листьев. Чашечка зелёная или фиолетовая, опушенная курчавыми волосками, венчик сиреневато-голубой, снаружи пушистый, трубочка длиннее чашечки. Тычинки и столбик немного превышают верхнюю губу.
Плод — удлиненно-эллиптический орешек.
Цветёт в июне—сентябре.

## Таксономия
Вид Котовник бухарский входит в род Котовник (Nepeta) подсемейство Котовниковые (Nepetoideae) семейства Яснотковые (Lamiaceae) порядка Ясноткоцветные (Lamiales).
|  |                                      |  |                                                             |                                                             |                      |  | ещё 21 семейство (согласно Системе APG II) | ещё 21 семейство (согласно Системе APG II) |                           |  |  |  | ещё 81 род          | ещё 81 род             |  |  |
|  |                                      |  |                                                             |                                                             |                      |  | ещё 21 семейство (согласно Системе APG II) | ещё 21 семейство (согласно Системе APG II) |                           |  |  |  | ещё 81 род          | ещё 81 род             |  |  |
|  |                                      |  |                                                             | порядок Ясноткоцветные                                      |                      |  |                                            |                                            | подсемейство Котовниковые |  |  |  |                     | вид Котовник бухарский |  |  |
|  |                                      |  |                                                             | порядок Ясноткоцветные                                      |                      |  |                                            |                                            | подсемейство Котовниковые |  |  |  |                     | вид Котовник бухарский |  |  |
|  | отдел Цветковые, или Покрытосеменные |  |                                                             |                                                             | семейство Яснотковые |  |                                            |                                            | род Котовник              |  |  |  |                     |                        |  |  |
|  | отдел Цветковые, или Покрытосеменные |  |                                                             |                                                             |                      |  |                                            |                                            |                           |  |  |  |                     |                        |  |  |
|  |                                      |  | ещё 44 порядка цветковых растений (согласно Системе APG II) | ещё 44 порядка цветковых растений (согласно Системе APG II) |                      |  |                                            | ещё 7 подсемейств                          | ещё 7 подсемейств         |  |  |  | ещё около 250 видов |                        |  |  |
|  |                                      |  |                                                             | ещё 44 порядка цветковых растений (согласно Системе APG II) |                      |  |                                            |                                            | ещё 7 подсемейств         |  |  |  |                     |                        |  |  |